# Вілгамува (підрозділ окружного секретаріату)
Підрозділ окружного секретаріату Вілгамува — підрозділ окружного секретаріату округу Матале, Центральна провінція, Шрі-Ланка.